# Список дипломатических миссий Белиза

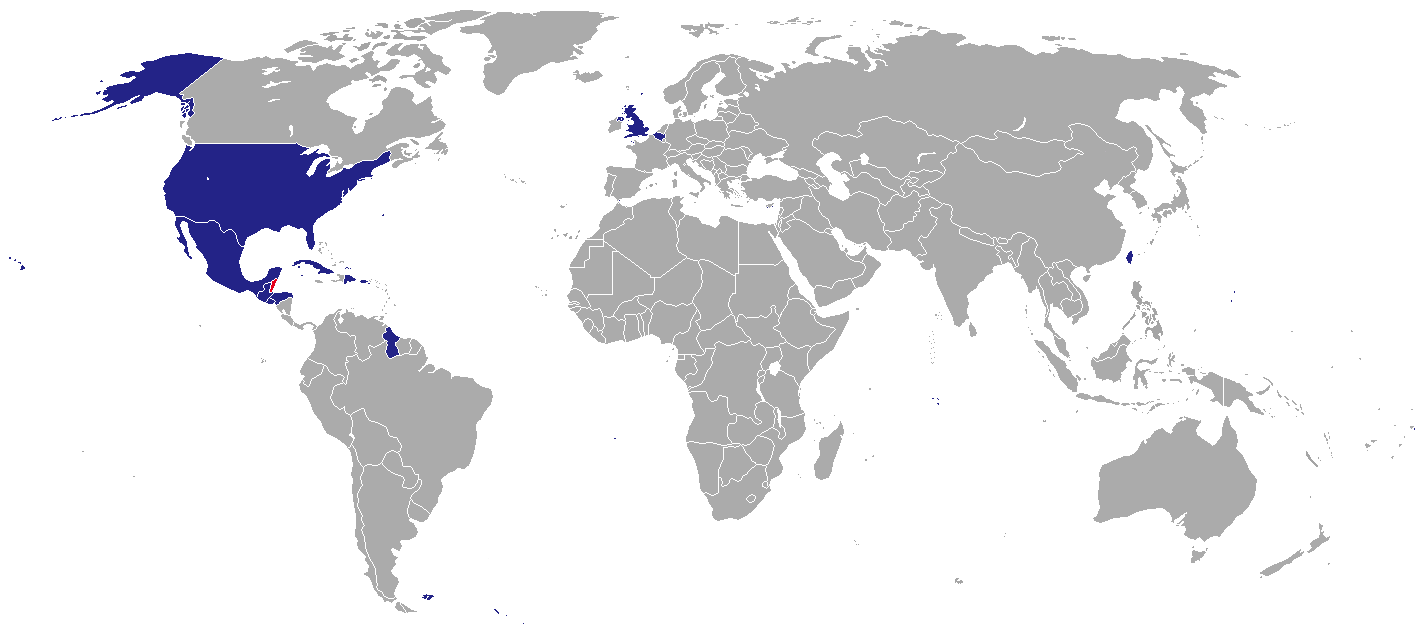

Список дипломатических миссий Белиза — Белиз имеет незначительное количество дипломатических представительств за рубежом. В странах-членах организации Британское содружество его дипломатические миссии возглавляет «высший комиссар» в ранге посла.

## Европа
- Австрия, Вена (посольство)
- Бельгия, Брюссель (посольство)
- Италия, Рим (посольство)
- Великобритания, Лондон (высший комиссариат)

## Америка (США)
- Куба, Гавана (посольство)
- Доминиканская Республика, Санто-Доминго (посольство)
- Сальвадор, Сан-Сальвадор (посольство)
- Гватемала, Гватемала (посольство)
- Гондурас, Тегусигальпа (посольство)
- Мексика, Мехико (посольство)
- Панама, Панама (посольство)
- США, Вашингтон (посольство)
  - Лос-Анджелес (генеральное консульство)

## Азия
- Япония, Токио (посольство)
- Тайвань, Тайбэй (посольство)
- ОАЭ, Дубай (город) (посольство)

## Международные организации
- - Брюссель (миссия при ЕС)
  - Женева (постоянное представительство при учреждениях ООН)
  - Нью-Йорк (постоянное представительство при ООН)
  - Париж (постоянное представительство при ЮНЕСКО)
  - Вена (постоянное представительство при ЮНИДО)
  - Вашингтон (постоянное представительство при ОАГ)